# Ida Gard
Ida Bidstrup Østergaard (født 1. marts 1986 i Hadsund) med kunstnernavnet Ida Gard er en dansk sangerinde, sangskriver, musiker og producer.
I 2008 var hun blandt vinderne af P3s talentkonkurrence Karrierekanonen sammen med Birk Storm og Firehouse ft. Lady Smita.
Debutalbummet "Knees, Feet & The Parts We Don't Speak Of" udkom d.1. november 2011. Albummet indeholdt blandt andet Karrierekanon-vindersangen "On His Knees" samt "Nothing's Wrong Song", som senere blev sunget af X-Factor-vinderen, Ida, i 2012. Musikanmelderen Torben Bille anmeldte "Knees, Feet & The Parts We Don't Speak Of" positivt.
Størstedelen af opfølgeren til debutalbummet indspillede Ida Gard i New York, og "Doors" blev udgivet den 16. september 2013 i Danmark. "Doors" fik meget opmærksomhed blandt andet fra Tyskland, og interessen udløste adskillelige koncerter i Tyskland, hvor albummet blev genudgivet i 2014.
I juli 2014 spillede Ida Gard opvarmning for Bob Dylan på Amfiscenen i Aarhus.
Ida Gard medvirkede i projektet "Flygtningestemmer" med sangen "A Lady" som var skrevet sammen med Boe Larsen, Gert Barslund og den bosniske kvinde Lara.
Ida Gards album album "Womb" er inspireret af Mikael Niemis roman "Populærmusik Fra Vittula" og udkom i Danmark 19. februar 2016 og indeholder 15 sange. Albummet fik fine anmeldelser både i Danmark og i Tyskland.

## Diskografi

### Album
- Knees, Feet & the Parts We Don't Speak Of (2011)
- Doors (2013)
- Womb (2016)

### Singler
- "On His Knees " (2008)